# Konrad Hallgren
Konrad Otto Kristian Hallgren, född 9 april 1891 i Landskrona församling i Malmöhus län, död 8 augusti 1962 i Västerleds församling i Stockholm, var partiledare i Sveriges Fascistiska Kamporganisation. Han hade dessförinnan tjänstgjort som underofficer i den tyska krigsmakten.
Hallgren berättade 1931 om Munckska kårens existens för polisen och om de vapen som organisationen disponerade.
Konrad Hallgren kom som volontär till Stockholm 1910, återvände till Göteborg 1915, var tillbaka i Stockholm 1925 och flyttade till Danderyds församling samma år. Han var en av dem som, tillsammans med bland andra Sven Olov Lindholm, åkte till de tyska nazisternas partidagar i Nürnberg. Han blev så småningom arkivarie och är begraven på Sollentuna kyrkogård.

### Översättningar
- 1931 – Världskrig hotar av Erich Ludendorff.[7]